# Ciechanów
Ciechanów (in tedesco: Zichenau) è una città polacca del distretto di Ciechanów nel voivodato della Masovia.

## Geografia
Ricopre una superficie di 32,51 km² e nel 2010 contava 45 163 abitanti.

## Storia
La città fu fondata nel Medioevo durante il regno della dinastia Piast in Polonia. Ciechanów era una città regia nel Regno di Polonia, amministrativamente parte del voivodato della Masovia. La città ha ricevuto i diritti della città nel 1400.

## Galleria d'immagini

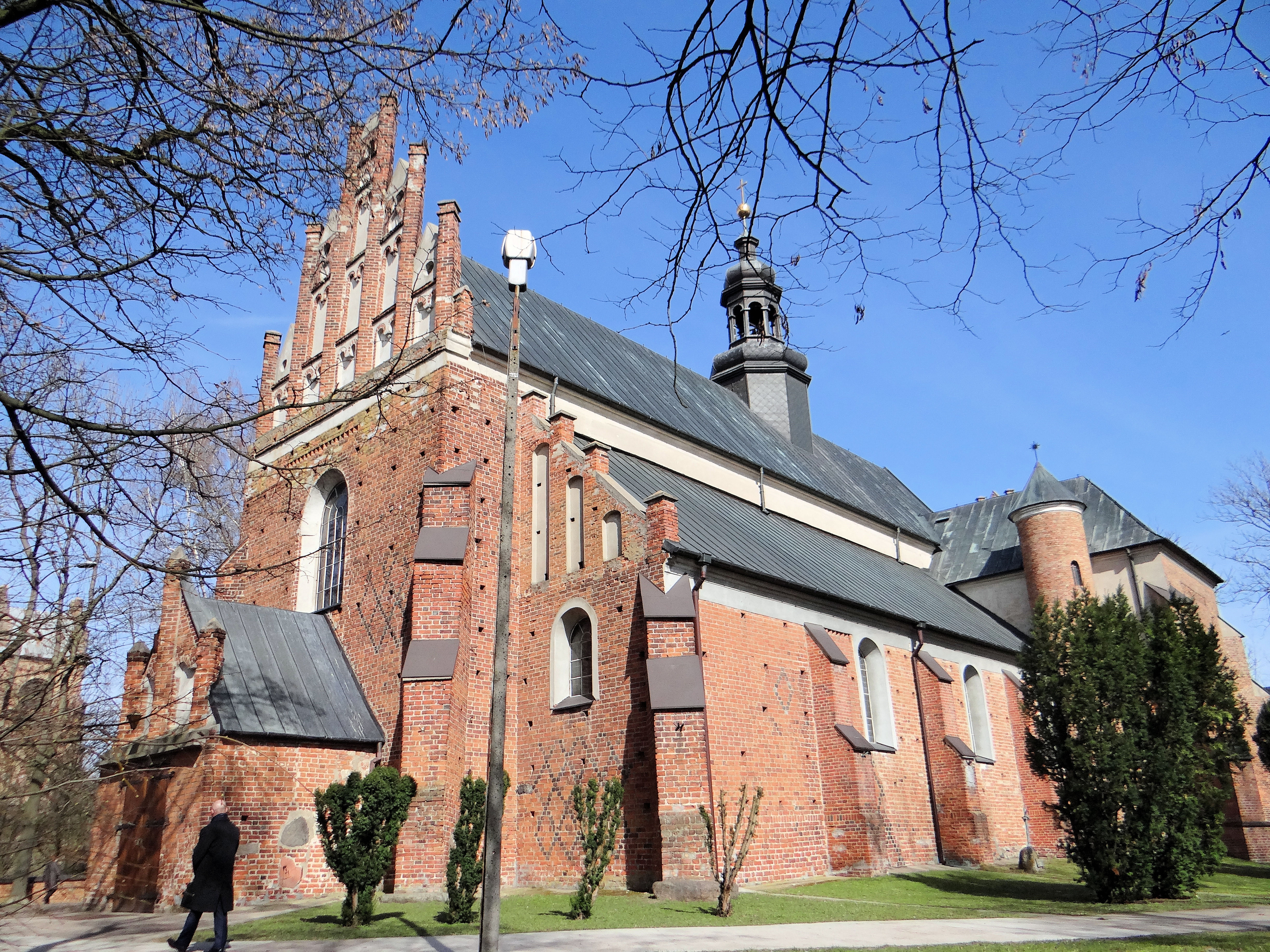
Chiesa della Natività della Beata Vergine Maria
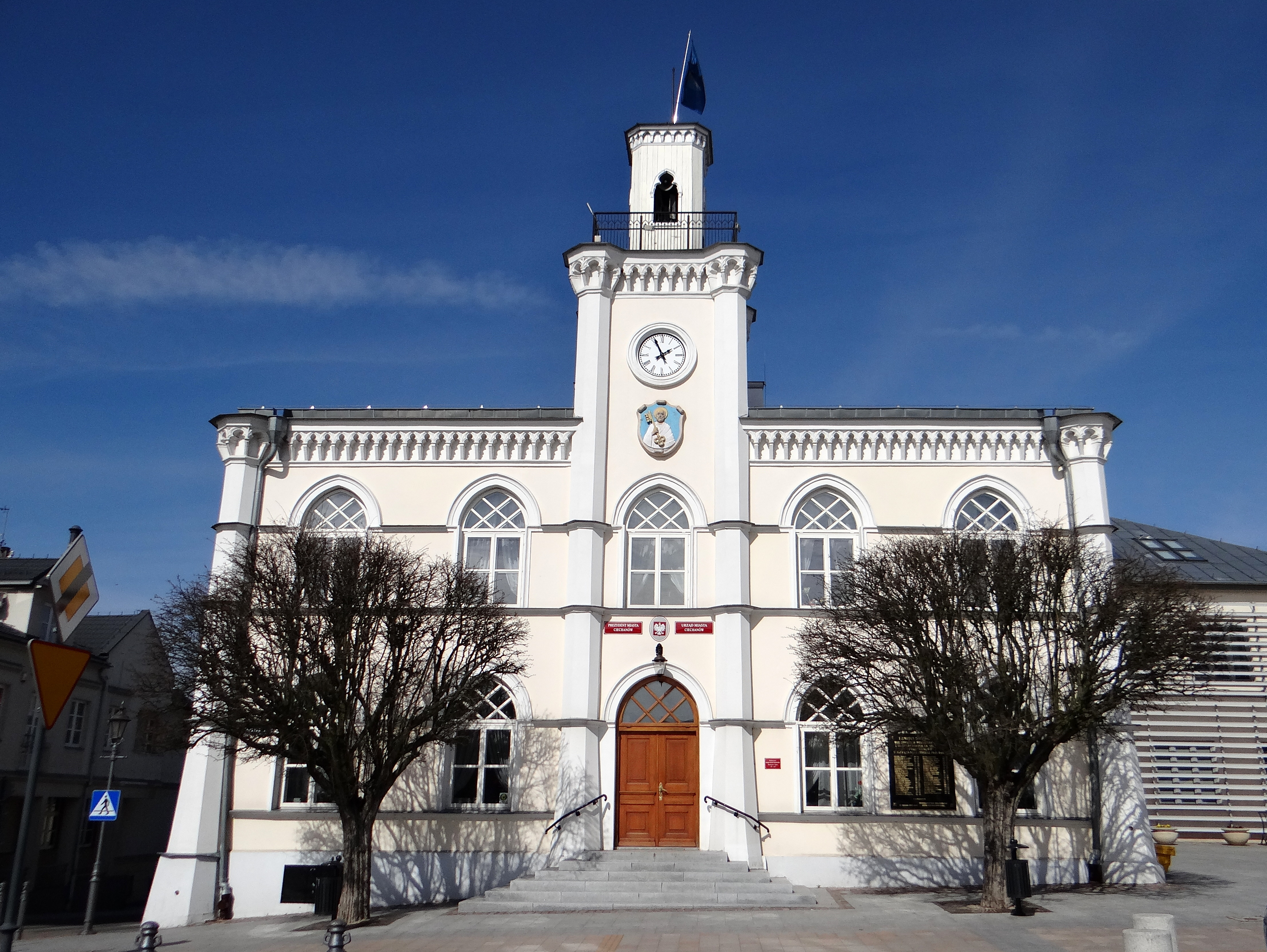
Municipio (Ratusz)
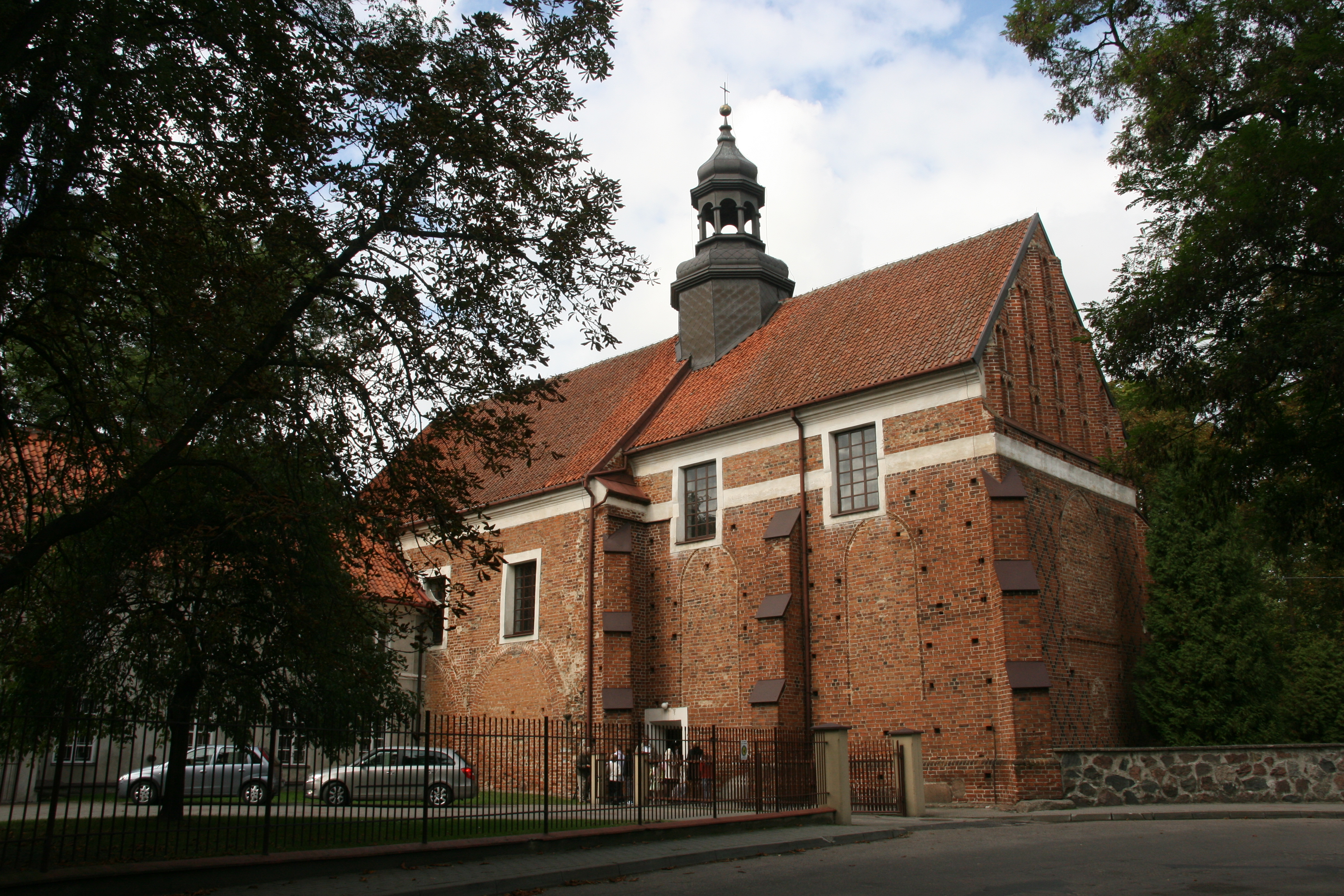
Chiesa della Visitazione della Beata Vergine Maria
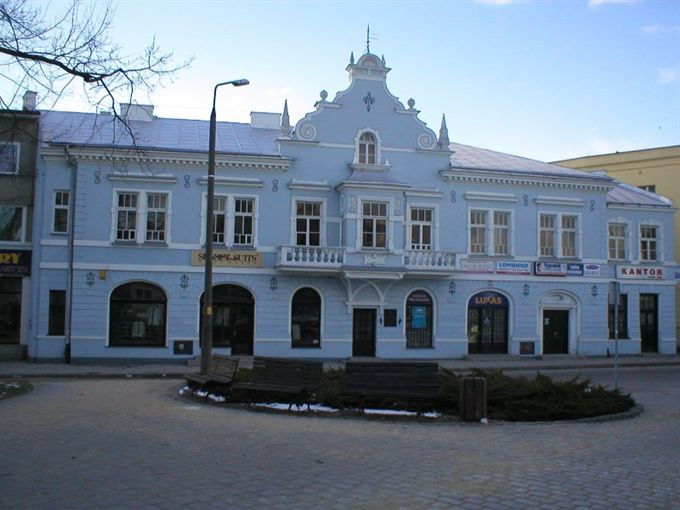
Casa di Brudnicki